# Scirtothrips dorsalis
Scirtothrips dorsalis är en insektsart som beskrevs av Ian A. Hood 1919. Scirtothrips dorsalis ingår i släktet Scirtothrips och familjen smaltripsar. Inga underarter finns listade i Catalogue of Life.